# Zakk Sabbath
Zakk Sabbath ist eine US-amerikanische Supergroup um Namensgeber Zakk Wylde. Sie ist zugleich eine Coverband von Black Sabbath.

## Bandgeschichte
Zakk Sabbath gründete sich als Black-Sabbath-Coverband 2014 um Zakk Wylde. Die Band spielte gelegentlich als Black-Sabbath-Coverband in wechselnder Besetzung live. 2017 erschien eine 12″ namens Live in Detroit über das Label Southern Lord.
Nachdem Black Sabbath auf Grund gesundheitlicher Probleme von Originalsänger Ozzy Osbourne längere Zeit pausieren mussten, entschied Zakk Wylde, langjähriger Gitarrist von Osbourne, das Debütalbum Black Sabbath zu Ehren dessen 50. Jubiläum nachzuproduzieren. Das Album sollte so originalgetreu wie möglich nachgespielt werden. Zakk Wylde selbst übernahm Gesang und Gitarre. Blasko, der ebenfalls in Ozzy Osbournes Band spielte, übernahm den Bass, während das Schlagzeug von Joey Castillo (unter anderem Danzig und Queens of the Stone Age) eingespielt wurde. Die Produktion dauerte lediglich 24 Stunden und wurde in einem analogen Studio aufgenommen.
Ursprünglich angekündigt für den 13. Februar 2020 und dann für den 24. September angekündigt, erschien das Album schließlich am 4. September 2020 unter dem Titel Vertigo auf Magnetic Eye Records. Der Titel bezieht sich auf das damalige Label Vertigo Records, auf dem Black Sabbath erschien. Das Album erreichte Platz 3 der deutschen Albencharts.

## Diskografie
Alben
- 2020: Vertigo (Magnetic Eye Records)

EPs
- 2017: Live in Detroit (Southern Lord)